# شيرين كندي
شيرین‌ كندي هي قرية في مقاطعة خوي، إيران. يقدر عدد سكانها بـ 438 نسمة بحسب إحصاء 2016.